# Masacre de Adana

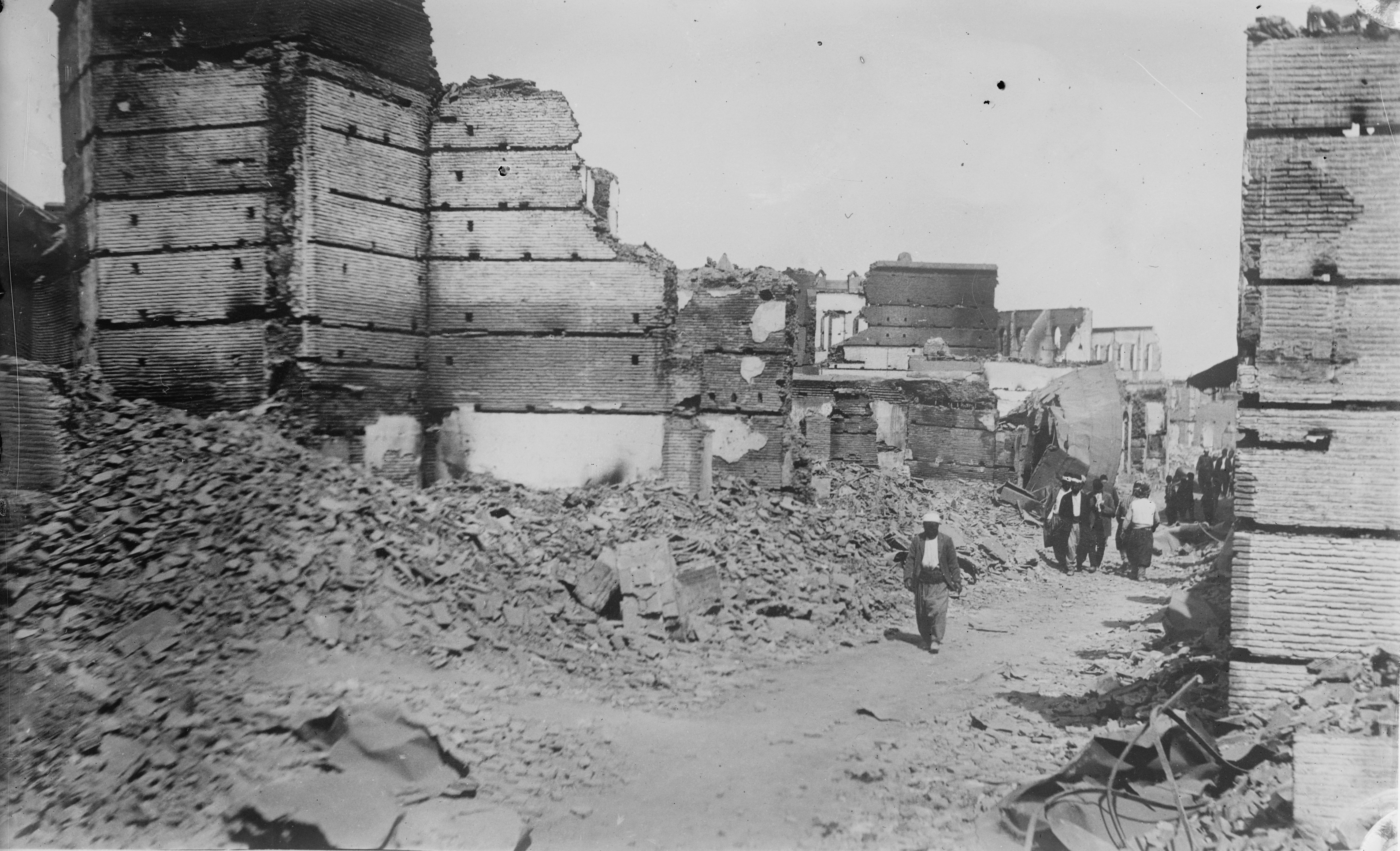
Fotografía de una calle en el barrio cristiano de Adana, realizada en junio de 1909.

La Masacre de Adana fue una persecución étnica que ocurrió en el valiato de Adana, del Imperio otomano, en abril de 1909. Se trató de un choque étnico-religioso en la ciudad de Adana, reforzado por una serie de pogromos antiarmenios en todas partes del distrito.[cita requerida]
Los informes estimaron que las masacres en la provincia causaron entre 20.000 y 30.000 muertes.

## Orígenes

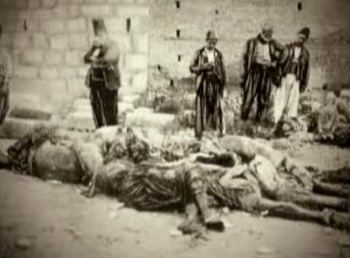
Cuerpos de armenios masacrados durante la masacre de Adana.

En 1908, el gobierno de los Jóvenes Turcos subió al poder en el Imperio otomano tras una revolución no sangrienta. Al cabo de un año, la población armenia de Turquía, tras la dimisión de Abdul Hamid II, comenzó a manifestarse en apoyo de la postura del nuevo gobierno, que favorecía los derechos de los armenios, colocándolos por fin en igualdad legal con los musulmanes.
Habiendo soportado durante muchos siglos el llamado estado dhimmi,[cita requerida] y habiendo sufrido la brutalidad y opresión del mandato hamidiano desde 1876, la minoría armenia en Cilicia percibió al naciente gobierno de los Jóvenes Turcos como una repentina oportunidad de cambio.
Sin embargo, el que los cristianos tuvieran ahora el derecho de armarse y formar grupos políticamente significativos era, para los leales a Abdul Hamid ―implicados en el sistema que había perpetrado las masacres hamidianas de los años 1890―, una provocación y una humillación.
El contragolpe de marzo de 1909 arrancó el control del Gobierno de las manos de los laicistas Jóvenes Turcos, y Abdul Hamid II recuperó brevemente sus poderes dictatoriales. Apelando a la población reaccionaria musulmana con una retórica populista que pedía la reinstitución de la ley islámica bajo la bandera de un califato panislámico, el sultán movilizó el apoyo popular contra los Jóvenes identificándose con el carácter históricamente islámico del Estado.

Con la apelación de la reforma, [los Jóvenes Turcos] persuadieron al ejército turco hacia el liberalismo. Pero ahora otra vez se oía el grito del mahometismo de hace varios siglos: «Donde está la espada, ahí está nuestra fe».

Según otra fuente, cuando las noticias de un motín en Estambul llegaron a Adana, comenzaron a circular los rumores entre la población musulmana sobre una insurrección armenia inminente. Hacia el 14 de abril de 1909, el barrio armenio fue atacado por la muchedumbre, y muchos miles de armenios fueron asesinados.
Otros informes enfatizan que «una escaramuza entre armenios y turcos el 13 de abril de 1909 inició un disturbio que causó el pillaje de los bazares y ataques sobre los barrios armenios». Dos días más tarde, más de 2000 armenios habían sido asesinados.
Con la extensión de brotes de violencia en todas las partes de la provincia, hacia el final del mes no menos de 30.000 armenios murieron.
En aquellos tiempos difíciles para el Imperio otomano y su ciudadanía, también se creyó que los armenios eran un objetivo debido a su riqueza relativa, y sus protestas contra los impuestos imperiales.

## Matanza

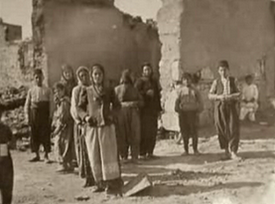
Una ciudad armenia saqueada y destruida durante la masacre de Adana.

La tensión estalló en disturbios violentos el 1 de abril de 1909, y pronto se intensificó y organizó contra la población armenia de Adana y de varias ciudades circundantes.
Hacia el 18 de abril de 1909 se informó la muerte de más de 1000 personas únicamente en Adana, con bajas desconocidas adicionales en Tarso y Alejandreta.
Miles de refugiados llenaron el consulado estadounidense en Alejandreta, y un buque de guerra británico fue enviado a sus orillas; tres buques de guerra franceses fueron enviados a Mersin, donde la situación era «desesperada», y muchos consulados occidentales fueron sitiados por refugiados armenios.
Los militares otomanos luchaban para someter la violencia.
Episodios de violencia similares ocurrieron en Marash y Hadjin, donde pronto creció la estimación del número de víctimas a más de 5.000.
Se esperaba que el crucero británico Diana proporcionara un efecto «de tranquilización» en el puerto de Alejandreta, donde la violencia todavía rabiaba.
Los informes manifestaron que las «autoridades imperiales son indiferentes o se confabulan en la matanza»,
El orden fue restaurado hacia el 20 de abril de 1909, cuando la perturbación en Mersin había disminuido, y el crucero británico Swiftsure era capaz de entregar «provisiones y medicinas requeridas para Adana».
Un informe «amenazante» de Hadjin indicó que armenios bien armados se mantenían en la ciudad, «asediada por miembros de la fe musulmana, que sólo esperan la fuerza numérica suficiente para superar la defensa improvisada erigida por los armenios».
Aproximadamente 8.000 refugiados llenaron las misiones de Tarso, donde el orden había sido restaurado conforme a la ley marcial y las bajas fueron aproximadamente 50.
Un mensaje fechado el 22 de abril de 1909 de un misionero estadounidense en Hadjin indicó que la ciudad ardía intermitentemente, las propiedades armenias circundantes habían sido quemadas, y el asalto era inevitable. Se relató que la totalidad de la población armenia de Kırıkhan había sido «asesinada»; el pueblo armenio de Deurtyul estaba en llamas y rodeado. Además de las matanzas en Tarso, se informaron de masacres en Antioquía, y amotinamientos en Birejik.
Al menos un informe elogió «a los funcionarios del Gobierno turcos en Mersina» por hacer «todo lo posible para controlar el problema», aunque «el resultado de sus esfuerzos haya sido muy limitado».
Mientras las autoridades otomanas trabajaron para contener la violencia dirigida a las minorías cristianas del Imperio, la población armenia «vio a los Jóvenes Turcos como una futura protección».
Otro misionero estadounidense en Adana durante el período, el reverendo Herbert Adams Gibbons, de Hartford, describió la escena en los días que llegaron hasta el 27 de abril:

Adana está en una condición lastimosa. La ciudad ha sido pillada y destruida... Es imposible estimar el número de muertos. Los cadáveres yacen dispersos por las calles. El viernes, cuando salí, tuve que escoger mi camino entre los muertos para evitar andar sobre ellos. El sábado por la mañana conté una docena de carretadas de cuerpos armenios en una media hora llevados al río y lanzados al agua. En los cementerios turcos, las tumbas están siendo cavadas al por mayor.
(...) El viernes por la tarde, 250 de las llamadas reservas turcas, sin oficiales, agarraron un tren en Adana y obligaron al ingeniero a llevarles a Tarso, donde participaron en la destrucción completa del barrio armenio de aquella ciudad, que es la mejor parte de Tarso. Su trabajo de saqueo era cuidadoso y rápido.

El gobierno otomano envió al ejército para mantener la paz, pero fue acusado de haber tolerado la violencia o incluso de haber participado en ella. Un informe de un periódico del 3 de mayo de 1909 indicó que los soldados otomanos habían llegado, pero no parecieron preocupados por hacer efectiva la paz:

Adana está aterrorizada por 4.000 soldados, que saquean, disparan e incendian. No se presta ningún respeto a las propiedades extranjeras. Las escuelas francesas han sido destruidas, así que se teme que la escuela estadounidense, y los intereses misioneros en Adana sean totalmente arruinados.

El nuevo gobernador todavía no ha inspirado confianza. Hay razón para creer que las autoridades tienen la intención de permitir el exterminio de todos los cristianos.

El gran visir Hüseyin Hilmi Bajá indicó que la masacre era una «cuestión política, no una cuestión religiosa... Antes de que los comités políticos armenios comenzaran a organizarse en Asia Menor había paz. Les dejaré para juzgar la causa de la matanza».
Concediendo que su precursor, Abdul Hamid II, había pedido «la exterminación de los armenios», él articuló su confianza en que «nunca habrá otra masacre».
En julio de 1909, el Gobierno de los Jóvenes Turcos anunció los procesos a varios funcionarios del gobierno y militares, por «estar implicados en las masacres armenias».

## Discusión y parcialidad de los medios

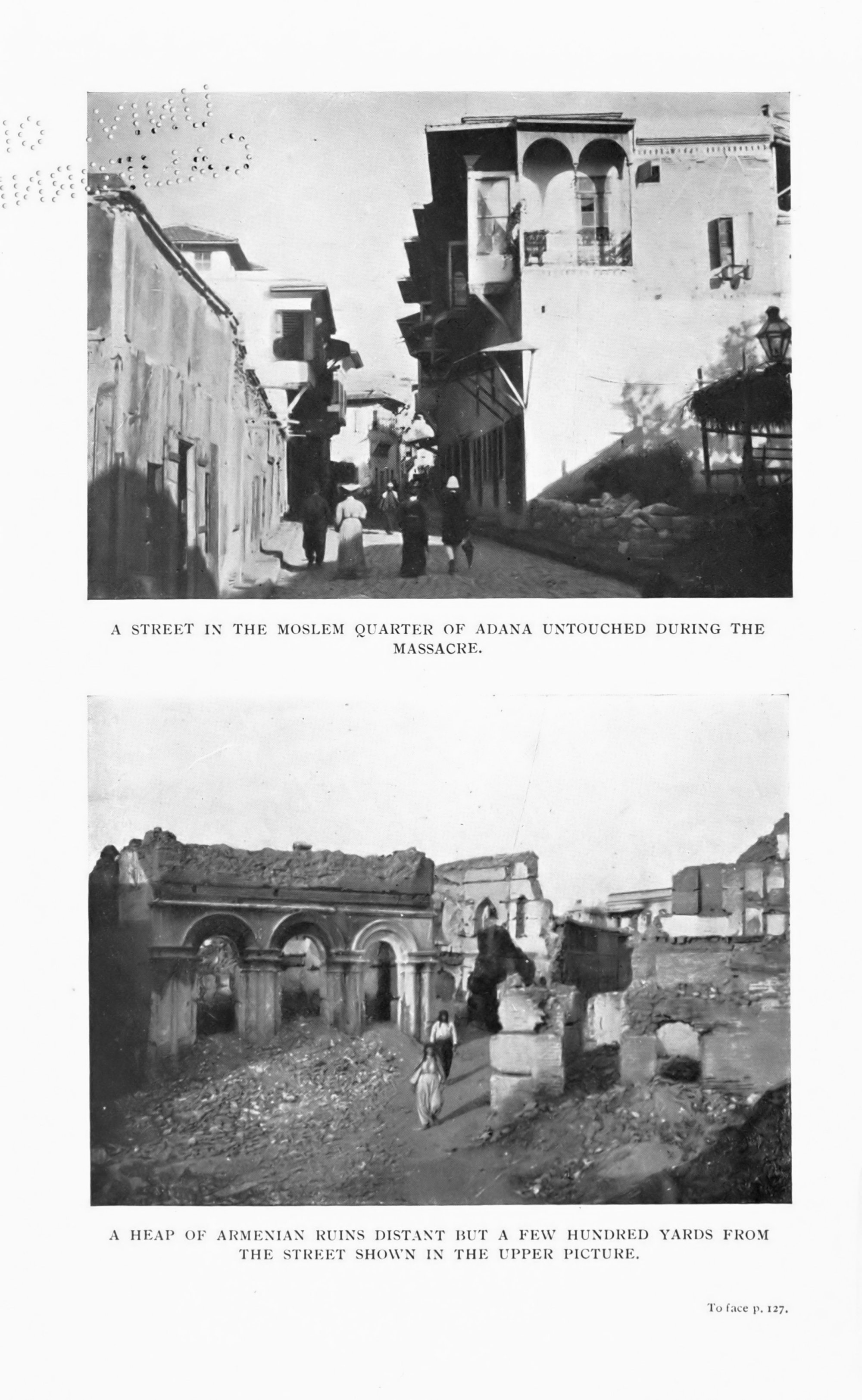
Esta página procedente de una publicación de 1911 muestra la matanza en el barrio armenio de Adana, yuxtapuesta a la paz en el distrito turco.

El Gobierno de la actual Turquía, así como algunos escritores y nacionalistas turcos, discuten esta versión de la historia, sosteniendo que los acontecimientos de abril de 1909 fueron de hecho un «alboroto armenio de pillaje y muerte» contra la mayoría musulmana que «acabó con 17 000 armenios y 1859 turcos muertos».
Las autoridades otomanas negaron su responsabilidad en las muertes de dos misioneros estadounidenses en la ciudad de Adana, indicando en cambio que «los armenios» mataron a misioneros protestantes D.M. Rogers y Henry Maurer, mientras ellos «ayudaban a apagar un fuego en la casa de una viuda turca».
Los medios occidentales eran a menudo escépticos ante la ambigüedad y los desmentidos otomanos, en particular en el caso de los disparos de los misioneros, pues los estadounidenses habían estado inundando el periódico de informaciones acerca del genocidio perpetrado contra la minoría cristiana. El diario New York Times, por ejemplo, notificando el desmentido otomano de la responsabilidad en la matanza de Maurer y Rogers, sin embargo atribuyó sus muertes a «fanáticos musulmanes».
El relato otomano de las matanzas fue contradicho más tarde por un testigo ocular, el sacerdote estadounidense Stephen Trowbridge de Brooklyn.
Trowbridge indicó que los hombres fueron asesinados por «musulmanes», cuando ellos intentaron extinguir un fuego que amenazaba con consumir su misión.
Los medios occidentales calificaron a menudo a las masacres como una lucha entre el cristianismo y el mundo musulmán, «un martirio cristiano».
Mientras el Sultán se resistió a la atribución de motivos religiosos a las matanzas, varios misioneros protestantes y católicos europeos murieron también en las masacres, y varias escuelas e iglesias protestantes y jesuitas fueron destruidas.